# Spodnje Gorče
Spodnje Gorče (Duits: Untergortsche, 1943–1945 Sannegg) is een plaats in Slovenië en maakt deel uit van de gemeente Braslovče in de NUTS-3-regio Savinjska. De plaats telde 80 inwoners op 1 januari 2020.